# Галкін Олександр Абрамович
Олександр Абрамович Галкін (нар. 24 липня 1922, Вітебськ, Білоруська РСР, СРСР — пом. 25 січня 2022, Москва, Росія) — радянський і російський історик, політолог, дослідник націонал-соціалізму. Доктор історичних наук, професор. Справжній член Російської академії природничих наук (1998) та Академії політичної науки (з її утворення). Почесний доктор Інституту соціології РАН.

## Біографія
Син керуючого «Білгоскіно» Абрама Ілліча Галкіна та вчительки Белли Ізраїлівни Галкіної.
Після закінчення середньої школи в Мінську 1940 року був призваний до танкової частини і проходив службу в Московському військовому окрузі. У початковий період Велика Вітчизняна війна Великої Вітчизняної війни навчався на курсах військових перекладачів, потім у Військовому університеті Міністерства оборони Російської Федерації, військовому інституті іноземних мов, де досконало опанував німецьку мову. З листопада 1942 року і до кінця війни — інструктор політичного відділу 1-ї гвардійської армії, завершив війну у званні гвардії капітана.

Війна перетворила мене — баловня сім'ї та «книжкового хробака», який погано знав реальне життя, на чоловіка, що вміє тримати удар і добиватися поставленої мети. На війні я навчився не падати духом — навіть тоді, коли все навколо здається чорним, а з ситуації, що склалася, не проглядається вихід, відрізняти справжні цінності від уявних, зневажати балакунів і трусів і цінувати справжню дружбу. З війни я виніс почуття неоплатного боргу перед тими, хто був, мабуть, і здібніший і кращий за мене, але не дожив до перемоги.

1945 року був направлений до Німеччини на службу в Бюро інформації Радянської військової адміністрації в Німеччині, був випускаючим редактором, а потім завідувачем відділу інформації про західні зони окупації Німеччини.
У 1946—1949 роках навчався заочно на історичному факультеті МДУ. Після закінчення університету вступив до аспірантури, яку закінчив у 1952 році.
1953 року захистив дисертацію на здобуття наукового ступеня кандидата історичних наук на тему «Рейнський сепаратизм і політика національної зради німецької буржуазії».
У 1954—1963 роках працював у журналі «Міжнародне життя».
У 1963—1969 роках — співробітник Інституту світової економіки та міжнародних відносин (рос. — ІМЕМО) АН СРСР, де в 1966 році захистив дисертацію на здобуття наукового ступеня доктора історичних наук на тему "Фашизм і буржуазне суспільство: (Політичні та соціальне коріння німецького фашизму); у 1964—1966 роках одночасно заступник головного редактора журналу «Світова економіка та міжнародні відносини».
У 1968—1972 роках — завідувач відділу Інституту конкретних соціальних досліджень АН СРСР. У 1972—1987 роках — завідувач відділу Інституту міжнародного робітничого руху АН СРСР. У 1987—1991 роках — проректор з наукової роботи Інституту суспільних наук при ЦК КПРС.
У 1992—2004 роках — радник Міжнародного фонду соціально-економічних та політологічних досліджень (Горбачов-Фонд).
З 1997 року — головний науковий співробітник Інституту соціології РАН, керівник Центру теорії політики в Інституті порівняльної політології РАН.
Помер 25 січня 2022.

## Нагороди
За участь у бойових діях нагороджений орденом Червоної зірки, 2 орденами Вітчизняної війни та медаллю «За бойові заслуги». За успіхи у дослідницькій діяльності у повоєнні роки нагороджений орденом Дружби народів та медалями «За трудову доблесть», «За трудову відзнаку», імені Вернадського та імені Сорокіна.

## Основні роботи
Загальна кількість наукових публікацій — понад 300, у тому числі 23 книги та брошури. З деякими роботами Олександра Галкіна можна ознайомитися на офіційному сайті Інституту соціології РАН (до багатьох є повний текст) [Архівовано 30 січня 2022 у Wayback Machine.].
- Галкин А. А., Накропин О. М. Федеративная Республика Германия: (Экон. и полит. положение). — М. : Госполитиздат, 1956. — 83 с.
- Зубы дракона. — М. : Госполитиздат, 1961. — 56 с.
- Версаль и рейнские сепаратисты. — М. : Издательство Академии наук СССР, 1962. — 110 с. (Научно-популярная серия АН СССР)
- Фашизм — враг человечества / канд. ист. наук А. А. Галкин. — М.: Знание, 1962. — 32 с. (Новое в жизни, науке, технике. 7 серия. Международная; 12)
- Фашизм, нацизм, фалангизм. Гавана, 1962; Буэнос-Айрес, 1964.
- Галкин А. А., Мельников Д. Е. СССР, западные державы и германский вопрос (1945—1965 гг.) / АН СССР. Ин-т мировой экономики и междунар. отношений. — М. : Наука, 1966. — 263 с.
- Германский фашизм [Архівовано 23 січня 2022 у Wayback Machine.] / Акад. наук СССР, Ин-т мировой экономики и междунар. отношений. — М.: Наука, 1967. — 399 с. (2-е изд.) — Германский фашизм / отв. ред. Б. И. Коваль; АН СССР. — 2-е изд., доп. и перераб. — М. : Наука, 1989. — 352 с. ISBN 5-02-008986-9
- Бурлацкий Ф. М., Галкин А. А. Социология неофашизма. — М.: Наука, 1971. — 198 с. (Научно-популярная серия АН СССР)
- Социология. Политика. Международные отношения. — М.: Международные отношения, 1974. — 324 с. ; Варшава, 1978.
- Рабочий класс в социальной структуре индустриально развитых капиталистических стран / [А. А. Галкин, И. Н. Фалеева, Г. П. Сафронова и др. ; Ред. коллегия: А. А. Галкин (отв. ред.) и др.] ; АН СССР, Ин-т междунар. рабочего движения. — М.: Наука, 1977. — 335 с.
- Особенности воспроизводства рабочего класса развитых капиталистических стран / [А. А. Галкин, И. Н. Фалеева, С. В. Михайлов и др. ; Отв. ред. А. А. Галкин]. — М. : Наука, 1978. — 304 с.
- Галкин А. А., Шлепаков А. Н., Борко Ю. А., Цветков А. Г. Социальная структура и социальная политика развитых капиталистических стран. / Редкол.: А. Н. Шлепаков (пред.) и др.. — К.: Наукова думка, 1978. — 187 с.
- Социал-демократический и буржуазный реформизм в системе государственно-монополистического капитализма / [А. А. Галкин, А. Б. Резников, С. И. Великовский и др.; Отв. ред. А. С. Черняев, А. А. Галкин]. — М.: Наука, 1980. — 446 с.
- Рабочее движение в развитых капиталистических странах. — М.: Знание, 1981. — 64 с. (Новое в жизни, науке, технике)
- Рабочий класс в странах Западной Европы: К изуч. социал. основ полит. поведения / [А. А. Галкин, С. И. Васильцов, А. М. Салмин, С. В. Михайлов; Отв. ред. А. А. Галкин]. — М.: Наука, 1982. — 375 с.
- Современный Левиафан (в соавт. с Ф. М. Бурлацким). М. 1985.
- Политическая социология современного капитализма. Ф/М 1986 (на нем. языке).
- Рабочий класс и мировое развитие (в соавт. с Э. В. Клоповым). М. 1987.
- Консерватизм в прошлом и настоящем (в соавт. с П. Ю. Рахшмиром). М. 1987 (в сер. «История и современность»).
- Галкин А. А., Котов В. Н., Красин Ю. А., Меньшиков С. М. Капитализм сегодня: парадоксы развития. — М. : Мысль, 1989. — 317 с. ISBN 5-244-00238-4
- Становление политической науки. М. 1991.
- Западня: Рассказ о том, что принёс немецким рабочим национал-социализм / Рус.-амер. фонд профсоюз. исслед. и обучения. — М. : Б. и., 1995. — 45 с.
- Галкин А. А., Красин Ю. А. Критика российского авторитаризма / Институт социологии РАН, Междунар. фонд соц.-экон. и политол. исслед. (Горбачёв-фонд). — М. : Б. и., 1995. — 46 с.
- Галкин А. А., Красин Ю. А. Сильная демократия-альтернатива авторитаризму / Институт социологии РАН, Междунар. фонд соц.-экон. и политол. исслед. (Горбачёв-фонд). — М. : ИС, 1996. — 47 с.
- Галкин А. А., Красин Ю. А. Россия на перепутье. Авторитаризм или демократия: варианты развития / ИСПРАН. Рос. ассоц. полит. науки. — М. : Весь мир, 1998. — 163 с. ISBN 5-7777-0048-9
- Обновление и стабильность в современном обществе. М. 2000. (Отв. ред. и руководитель авторского коллектива).
- Европейская социал-демократия: проблемы и поиски М. 2001. (Отв. ред. и руководитель авторского коллектива).
- Партийная система на Западе и в России: проблемы и перспективы: (Аналит. докл.) / Ин-т сравн. политологии РАН. — М. : ИСП РАН, 2002. — 42 с.
- Галкин А. А., Красин Ю. А. Россия: Quo vadis? / Институт социологии РАН. — М.: Изд-во Ин-та социологии РАН, 2003. — 274 с. ISBN 5-89697-071-4
- Государство и общество в условиях глобализации: взгляд слева. М. 2003. (Отв. ред. и руководитель авторского коллектива).
- Размышления о политике и политической науке: сборник / Ин-т сравнит. политологии РАН. — М. : Оверлей, 2004. — 278 с. ISBN 5-85493-076-5
- Михаил Горбачёв и германский вопрос: сборник документов, 1986—1991 / Междунар. фонд соц.-экон. и политологических исслед. «Горбачёв-Фонд»; предисл. и сост.: А. А. Галкин, А. С. Черняев. — М.: Весь мир, 2006. — 670 с. ISBN 5-7777-0364-X
- Социализм и фашизм (семинар). Альтернативы — № 1 — 2008 [Архівовано 30 січня 2022 у Wayback Machine.]